# Micropercops dabryi
Micropercops dabryi is een straalvinnige vissensoort uit de familie van de zeegrondels (Odontobutidae). De wetenschappelijke naam van de soort is voor het eerst geldig gepubliceerd in 1920 door Fowler & Bean.